# Хосе Бернардино Фернандес де Веласко
Хосе́ Мари́я Бернарди́но Сильве́рио Ферна́ндес де Вела́ско-и-Ха́спе (исп. José María Bernardino Silverio Fernández de Velasco y Jaspe; 20 июня 1836, Париж — 20 мая 1888, Мадрид) — испанский аристократ и политик во время правления Изабеллы II и Реставрации Бурбонов. Он также был известен своим титулом — герцог Фриас.

## Биография
Родился 20 июня 1836 года в Париже. Единственный сын Бернардино Фернандеса де Веласко и Бенавидеса, 14-го герцога Фриаса, 9-го герцога Уседа и 14-го герцога Эскалона (1783—1851), и его третьей жены Анны Хаспе и Масиас (? — 1863).
28 мая 1851 года после смерти своего отца он унаследовал титул 15-го герцога Фриаса, 12-го маркиза де Фромиста, 16-го графа де Алькаудете и 14-го графа де Делейтоса, 14-го графа де Аро, 11-го маркиза де Бельмонте, 11-го маркиза Карасена, 13-го маркиза Фречилья и Вильяррамьель и тд.
Он избирался в 1863, 1864 и в 1865 году депутатом по избирательному округу Эль-Пуэнте-дель-Арсобиспо (провинция Толедо).
Хотя он просил о приеме в качестве сенатора по собственному праву во время правления Изабеллы II, он не принес присяги из-за своего возраста и не будет служить сенатором до начала Реставрации, когда в 1886 году он стал сенатором от провинции Канарские острова.
Он сменил Луиса Поланко на посту депутата кортесов от избирательного округа Сервера-де-Писуэрга в период с 1887 по 1888 год.
Он занимал должность гражданского губернатора провинции Мадрид с октября 1886 года до своей смерти в мае 1888 года, Хосе Мария Химено де Лерма временно занял эту вакансию. Альберто Агилера будет назначен гражданским губернатором в июле того же года.
Умер 20 мая 1888 года в Мадриде. Ему наследовал его старший сын, Бернардино Фернандес де Веласко (1866—1916), 16-й герцог Фриас.

## Браки
В 1864 году он женился на оперной певице Виктории Балф Розер (1 сентября 1837 — 2 января 1871), которая развелась с баронетом сэром Джоном Файнсом Твистлтоном Крэмптоном (1805—1886), за которого она вышла замуж 31 марта 1860 года, но брак был расторгнут 20 марта 1863 года). От Виктории у него было трое детей:
- Бернардино Фернандес де Веласко (1 мая 1866, Мадрид — 3 декабря 1916), 16-й герцог Фриас
- Менсия Фернандес де Веласко (5 мая 1867, Париж — ?), 18-я графиня де Фуэнсалида.
- Гильермо Фернандес де Веласко (17 декабря 1870, Мадрид — 29 января 1936), 17-й граф де Оропеса, 17-й герцог Фриас (с 1916). Женат на Каролине Сфорца Цезарини (1871—1929)

В 1880 году он заключил второй брак с Марией дель Кармен Хосефой де Купертино Розой Хенарой Пигнателли де Арагон-и-Падилья (18 сентября 1855 — 27 июня 1927), дочери принца Джованни Винченсо Пигнателли и Марии Кристины Авдилья и Лаборде. Второй брак был бездетным.